# Luisito Pie
Pour les articles homonymes, voir Pie.
Luisito Pie est un taekwondoïste dominicain né le 4 mars 1994. Il a remporté une médaille de bronze en moins de 58 kg aux Jeux olympiques d'été de 2016 à Rio de Janeiro.